# Шифвайлер
Шифвайлер (нем. Schiffweiler) — община в Германии, в земле Саар.
Входит в состав района Нойнкирхен. Население составляет 16 400 человек (на 31 декабря 2010 года). Занимает площадь 21,32 км².
Община подразделяется на 4 сельских округа.

## История

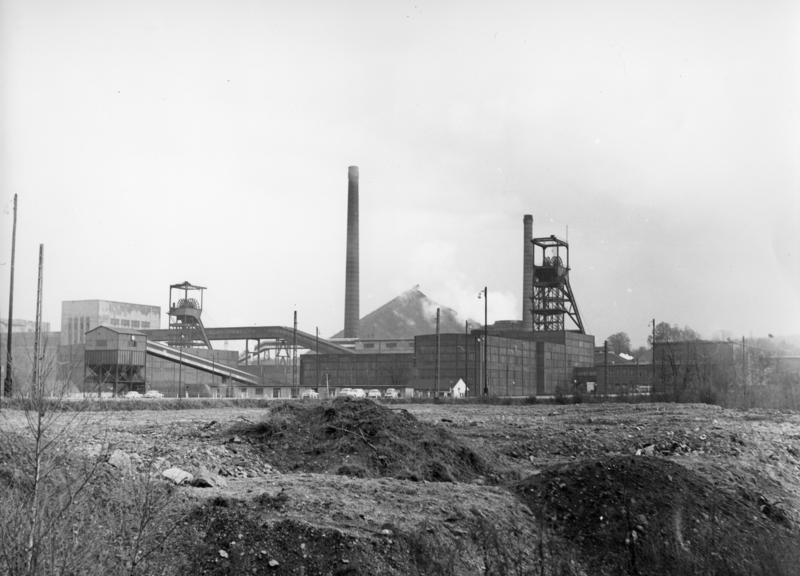
Добыча угля на шахте Reden в 1959 году

Первое упоминание о Шифвайлере датируется 893 годом. Во время Тридцатилетней войны поселение было полностью разгромлено и заново возрождено в 1664 году. С 1430 года велась добыча каменного угля.
В середине XIX века Шифвайлер стал индустриальным городком благодаря сооружению двух шахт по добыче каменного угля Reden (1847 год) и Itzenplitz (1856 год). С закрытием шахты Reden в 1995 году город потерял былое значение.
С административно-территориальной реформой 1974 года Шифвайлер состоит из 4 округов: Schiffweiler, Heiligenwald, Landsweiler- Reden und Stennweiler.

## Политика
С 1974 года коммуной управляет Социал-демократическая партия Германии. Мэром является Маркус Фукс (с 19 сентября 2010 года).

## Экономика
С закрытием одной из шахт Шифвайлер потерял крупнейшего работодателя. Из-за малого числа налогоплательщиков Шифвайлер является одной из коммун земли Саар с наибольшей задолженностью на человека.